# Lothar Weirauch
Lothar Weirauch, född 25 november 1908 i Laurahütte, död 8 januari 1983 i Bonn, var en tysk jurist, ämbetsman och politiker. Under andra världskriget var han i Polen ansvarig för judedeportationer. Efter kriget kom han att få en framskjuten position inom FDP och var även spion åt Stasi.

## Biografi
Weirauch studerade statsvetenskap och rättsvetenskap vid Breslaus universitet och avlade assessorsexamen 1937.
Från 1924 till 1926 tillhörde Weirauch Jungdeutscher Orden och därefter till och med 1929 Bund Wiking. År 1930 blev han medlem i Sturmabteilung (SA) och två år senare i Nationalsocialistiska tyska arbetarepartiet (NSDAP).

### Andra världskriget
Den 1 september 1939 anföll Tyskland sin östra granne Polen och andra världskriget bröt ut. Den 26 oktober 1939 inrättades Generalguvernementet, det polska territorium som lades under tysk ockupation. Weirauch var då verksam vid provinsförvaltningen i Schlesien, där han bland annat organiserade deportationen av psykiskt funktionshindrade personer till Kobierzyn vid Kraków, varifrån de senare fördes till Auschwitz. Mellan 1940 och 1945 var Weibrauch medlem av Generalguvernementets regering och efterträdde påföljande år Fritz Arlt som chef för avdelningen Bevölkerungswesen und Fürsorge (BuF), som sysslade med befolknings- och välfärdsfrågor. Weirauch, som var underordnad statssekreterare Josef Bühler, organiserade omflyttningar och avhysningar, i synnerhet gettoiseringen av den judiska befolkningen och deportationen av denna till förintelseläger. Nästan hela den judiska befolkningsgruppen i Mielec transporterades till Bełżec och Sobibór. Som representant för Generalguvernementets regering deltog Weirauch i en konferens den 27 oktober 1942, som hade sammankallats av Adolf Eichmann och som var en uppföljning till Wannseekonferensen. Vid detta möte diskuterades bland annat hur man inom ramen för den slutgiltiga lösningen skulle handha blandäktenskap mellan arier och judar samt vilken status Mischlinge skulle ha.

### Efterkrigstiden
År 1948 tog Weirauch kontakt med tyska kommunistpartiets styrelse och blev därefter agent åt Stasi. Weirauch blev senare medlem i FDP, Freie Demokratische Partei, och utsågs 1950 till partisekreterare. Mellan 1956 och 1964 var han verksam vid Tysklands försvarsministerium. Från 1964 fram till sin pensionering 1973 var han avdelningschef inom Bundesministerium für innerdeutsche Beziehungen, som fokuserade på relationerna mellan Västtyskland och Östtyskland.
År 1962 inledde statsåklagarämbetet i Dortmund en förundersökning om Weirauchs verksamhet i distriktet Lublin i Generalguvernementet. Weirauch tillstod att han hade anordnat deportationer, men då statsåklagaren inte kunde bevisa att Weirauch känt till deportationernas destination, avbröts de rättsliga förfarandena 1964. När Weirauchs förflutna kom till Stasis kännedom, valde man att avsluta samarbetet med honom.